# ام‌اوام-زد۱۴
ام‌اوام–زد۱۴ (به انگلیسی: MoM-z14) تا ژوئن ۲۰۲۵، دورترین کهکشان شناخته شدهٔ کشف شده در جهان با انتقال به سرخ z = ۱۴٫۴۴ است که تشکیل کهکشان را حدود ۲۸۰ میلیون سال پس از بیگ بنگ قرار می‌دهد. به عنوان بخشی از جدول زمانی کیهانی، ام‌اوام–زد۱۴ در دوران یونیزه شدن مجدد جهان اولیه تشکیل شده است، زمانی که هیدروژن خنثی به دلیل انرژی تابشی از اولین اجرام آسمانی شروع به یونیزه شدن کرد.
ام‌اوام–زد۱۴ یک کهکشان فوق‌العاده درخشان و جمع و جور است. جرم آن ۱۰۸ برابر جرم خورشید است که آن را از نظر جرم مشابه ابر ماژلانی کوچک (SMC) می‌کند. در حال حاضر، این کهکشان در حال گذراندن دوره تشکیل ستاره‌های زیاد است و فوتون‌های یونیزه زیادی را آزاد می‌کند که از طریق یک محیط بین ستاره‌ای (ISM) تقریباً عاری از گرد و غبار عبور می‌کنند. محیط اطراف MoM-z14 تا حدی یونیزه شده است.